# Fort Pierre (Dél-Dakota)
Fort Pierre település az Amerikai Egyesült Államok Dél-Dakota államában, Stanley megyében, melynek megyeszékhelye is. Lakosainak száma 2115 fő (2020. április 1.).

## Népesség
A település népességének változása:

| 2010 | 2 078 |
| 2020 | 2 115 |